# BK Force
BK Force är en bowlingklubb från Eskilstuna som spelade förut i elitserien. Klubbens hemmaplan är bowlinghallen i Åhlénshuset på Rademachergatan. Filip Wilhelmsson, vinnaren av All Event spelade förut i klubben.